# Vidigrafo
Il vidigrafo o film recorder "kinescope" è in grado di registrare un segnale televisivo su pellicola cinematografica. Concettualmente, si tratta di una cinepresa accoppiata a un monitor televisivo.

## Storia
Per molto tempo, il vidigrafo è stato l'unico sistema per registrare un segnale televisivo. Gran parte dei programmi televisivi fino agli anni sessanta è stata registrata e archiviata in questo modo.
Solo a partire dal 1956, anno della messa in commercio del primo videoregistratore in standard Quadruplex, il suo uso è andato via via calando.
Reso obsoleto dall'avvento della videoregistrazione, il vidigrafo ha conservato tuttavia un limitato uso nella produzione televisiva, tipicamente per l'integrazione di registrazioni televisive all'interno di film.
In tempi recenti, l'uso del vidigrafo ha conosciuto una maggior diffusione, per via dell'uso sempre più esteso di computer grafica nel campo delle produzioni cinematografiche, e quindi della maggior necessità di trasferire su pellicola immagini generate elettronicamente.

## Aspetti tecnici

### Costruzione
Un vidigrafo consiste in un cinescopio di alta risoluzione e luminosità ripreso da una cinepresa. In origine, il cinescopio era a fosfori verdi e veniva filmato su pellicola in bianco e nero. Con l'avvento della televisione a colori, i vidigrafi di qualità maggiore usano tre cinescopi corrispondenti ognuno a un colore primario, uno verde, uno rosso e uno blu, combinati tramite un prisma dicroico in un'unica immagine.
Per aumentare la risoluzione e la qualità d'immagine, sono stati progettati sistemi che non richiedono tubi catodici e usano raggi laser (Laser Beam Recording, LBR) o fasci di elettroni (Electron Beam Recording, EBR) per impressionare la pellicola direttamente.
In ogni caso, la qualità d'immagine risente della minore risoluzione dell'immagine televisiva rispetto a una ripresa cinematografica diretta.
Nei vidigrafi di maggiore qualità viene impiegato il sistema LVT (Light Valve Technology) della Kodak, dove un fascio di luce viene messo a fuoco direttamente sulla pellicola, registrando un segnale video digitale un pixel alla volta.

### Adeguamento della cadenza
Dal punto tecnico, il primo problema della registrazione di un segnale televisivo su pellicola è dato dalla differente cadenza di ripresa. Mentre il cinema ha una cadenza standard di 24 fotogrammi al secondo, i segnali televisivi adottano standard di 25 (Europa) e 30 (Stati Uniti e Giappone) fotogrammi al secondo. Sono quindi necessarie tecniche di compensazione analoghe a quelle impiegate dal telecinema. In particolare, un segnale a colori NTSC ha una cadenza di 29.97 FpS e non può essere vidigrafato in modo corretto, richiedendo dei compromessi, mentre un segnale PAL o SÉCAM può venire sia rallentato durante la successiva proiezione e adeguato alla cadenza di 24 FpS scartando un fotogramma ogni secondo.
In tutti i casi, due semiquadri interlacciati vengono sempre convertiti in un unico fotogramma cinematografico.
Se l'uso del vidigrafo è esclusivamente rivolto alla televisione, il problema è risolto in partenza adeguando la cadenza di ripresa al segnale televisivo da registrare.
Se il segnale video da registrare è in alta definizione, può essere stato ripreso con sistemi interlacciati o progressivi a diverse cadenze. Una ripresa progressiva a 24 FpS può essere trasferita su pellicola senza conversioni, anche se rimangono i problemi relativi alla risoluzione inferiore a una vera ripresa cinematografica, nonché al diverso spazio colore utilizzato.